# 85-mm-Kanone K-52

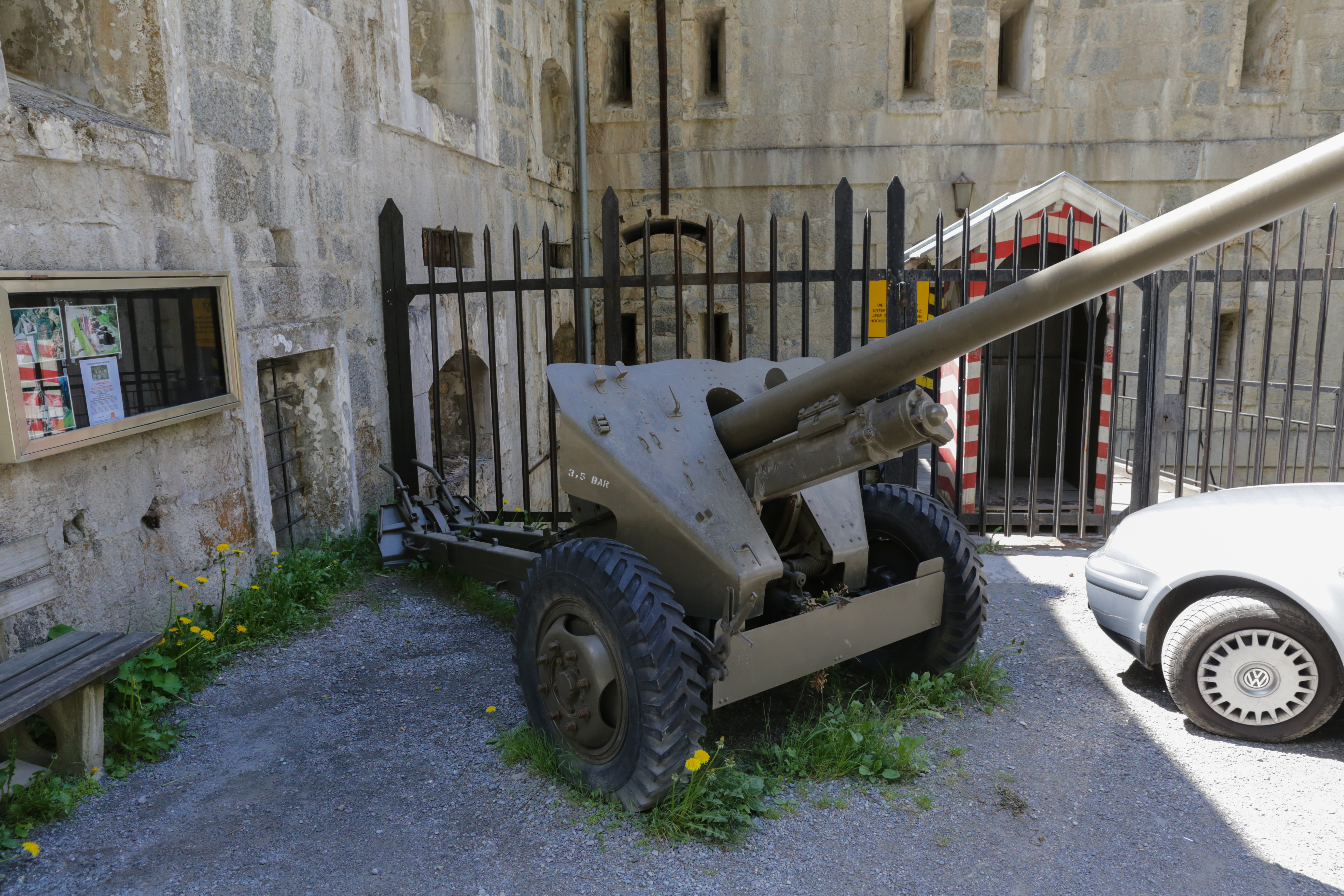
M-52 in Festung Nauders, Nordtirol

Die 85-mm-Kanone K-52 ist eine in der damaligen ČSR zu Beginn der 1950er Jahre entwickelte Kanone. Sie dient zum Kampf gegen bewegliche sowie offen oder in Deckung liegende Ziele. Die in westlichen Publikationen auch als 85-mm-Kanone M52 bezeichnete Waffe kam außer in der Tschechoslowakischen Volksarmee nur noch in der NVA und im österreichischen Bundesheer zum Einsatz.

## Konstruktion
Die Waffe lehnt sich konstruktiv eng an die im gleichen Zeitraum entwickelte 100-mm-Feldkanone M53 an. Sie ist weitgehend konventionell, dem technischen Stand Anfang der 1950er Jahre entsprechend, aufgebaut. Das einteilige Rohr hat eine Länge von 34 Kalibern und besitzt eine Mündungsbremse. Als Verschluss kommt ein senkrecht laufender halbautomatischer Fallblockverschluss zum Einsatz, bei dem eine Feder das Öffnen des Verschlusses unterstützt. Hinter dem Verschluss befindet sich die Ladeschale, in die die zu verschießenden Granatpatronen eingelegt werden. Die hydraulische Rohrbremse und der hydraulisch-pneumatische Rohrvorholer befinden sich unter dem Rohr. Die Konstruktion erlaubte eine theoretische Feuergeschwindigkeit von 20 Schuss pro Minute. Gerichtet wird die Waffe nach Höhe und Seite rein mechanisch, die Richtantriebe befinden sich ebenso wie die Zielgeräte links vom Verschluss.

### Visier
Als Visier kam zunächst der Richtaufsatz 52a mit dem Zielfernrohr 3x8 zum Einsatz. Für das Schießen im indirekten Richten wurde der Richtaufsatz 42S mit dem Rundblickfernrohr PG-1M (ПГ-1M) und dem Kollimator K-1 (K-1) genutzt. Mit dem aus sowjetischer Produktion stammenden Nachtbeleuchtungsgerät Lutsch-2 konnten die Skalen der Richtaufsätze und des Zielfernrohrs beleuchtet werden. Die Kanone kann für den Kampf bei Nacht mit einem Infrarot-Zielscheinwerfer ausgerüstet werden.

### Lafette
Bei der Spreizlafette handelt es sich um eine Konstruktion mit geschweißten Kastenholmen. Beide Holme sind mit je einem Erdsporn versehen. Für den Marsch werden die Holme zusammengeklappt und verriegelt, die Verriegelung nimmt ebenfalls die Öse für das Zugfahrzeug auf. Die Besatzung wird durch eine Schild gegen Schützenmunition und Splitter geschützt.
In Marschlage ist das Geschütz 7.520 mm lang, 1.980 mm breit und 1.515 mm hoch, die Bodenfreiheit beträgt 350 mm. Die Feuerlinie liegt 1.135 mm über dem Erdboden. Als Zugmittel wurden verschiedene Lkw eingesetzt, bei der Tschechoslowakische Volksarmee der Praga V3S. Auf der Straße erlaubte die Lafettenkonstruktion eine Marschgeschwindigkeit von 50 km/h, im Gelände durfte eine Höchstgeschwindigkeit von 10 km/h nicht überschritten werden.

### Munition
Die 85-mm-Kanone K-52 benutzt die gleiche Munition wie die 85-mm-Kanone D-44. Verfügbar waren Splittergranaten (O-365K), Panzergranaten mit Leuchtspur (BR-365, BR-365K, BR-367), Unterkalibergranaten mit Leuchtspur (BR-365P, BR-367P) sowie flügelstabilisierte Hohlladungsgranaten BK-2M (БК-2М). Mit den Unterkalibergranaten BR-365P können 100 mm Panzerung auf eine Entfernung von 1000 m bei einem Auftreffwinkel von 90O durchschlagen werden, mit der BR-367P 180 mm unter gleichen Bedingungen. Die Hohlladungsgeschosse können 300 mm Panzerung durchschlagen. Die Splittersprenggranate O-365K wiegt 9,5 kg und ist mit 741 g TNT gefüllt.

## Varianten
Bekannt ist die geringfügig modifizierte Variante 85-mm-Kanone K-52/55, die gegenüber dem Ursprungsmuster etwas schwerer ist.

## Technische Daten
| 85-mm-Kanone K-52                      |                              |
| Allgemeine Eigenschaften               |                              |
| Klassifikation                         | Feld- und Panzerabwehrkanone |
| Chefkonstrukteur                       |                              |
| Bezeichnung des Herstellers            | K-52                         |
| Hersteller                             | ČSR                          |
| Gewicht in Feuerstellung               | 2.095 kg (2.111 für /55)     |
| Gewicht in Fahrstellung                | 2.130 kg (2.168 kg für /55)  |
| Mannschaft                             | 7 Mann                       |
| Baujahre                               | 1952–                        |
| Stückzahl                              |                              |
| Rohr                                   |                              |
| Kaliber                                | 85 mm                        |
| Rohrlänge                              | 2.895 mm (L/34)              |
| Feuerdaten                             |                              |
| Höhenrichtbereich                      | −6° bis +38°                 |
| Seitenrichtbereich                     | 60°                          |
| Höchstschussweite                      | 16.160 m                     |
| Höchstmündungsgeschwindigkeit          | 925 m/s                      |
| Feuerrate                              | 20 Schuss/min                |
| Beweglichkeit                          |                              |
| Höchstgeschwindigkeit im Schlepp       | 70 km/h                      |
| Marschgeschwindigkeit mit Eigenantrieb | 10 km/h                      |

## Einsatz

### Einsatzgrundsätze
Grundsätzlich wurde die 85-mm-Kanone K-52 in den Artillerieregimentern der verschiedenen Divisionstypen eingesetzt. Sie wurde vorrangig zum Kampf gegen offen und in Deckung liegende Ziele eingesetzt. Daneben fand sie auch als Panzerabwehrkanone Verwendung. Bereits ab Mitte der 1950er Jahre war absehbar, das die Waffe den gestiegenen Anforderungen nicht mehr genügt. Das Kaliber ließ eine wesentliche Steigerung der ballistischen Leistungen nicht mehr zu. Abgelöst wurde sie durch Haubitzen mit Kalibern von 152 mm.

### Einsatz in der NVA
Die NVA setzte die 85-mm-Kanone K-52 ab 1956 ein. Da die 85-mm-Panzerabwehrkanone D-48 nicht eingeführt wurde, wurde die K-52 auch in der Rolle als Panzerabwehrkanone eingesetzt. Bereits vor Gründung der NVA hatte der spätere Minister für Nationale Verteidigung Generaloberst Willi Stoph für die motorisierten Schützendivisionen jeweils 19 85-mm-Kanonen vorgesehen, dabei kam neben der 85-mm-Kanone K-52 auch die D-44 zum Einsatz. Durch Zuführung neuer Waffen, aber hauptsächlich durch Änderungen der Struktur konnte bis Ende 1957 eine dem Soll entsprechende Auffüllung erreicht werden, im Jahr 1960 waren die motorisierten Schützendivisionen zu 100 %, die Panzerdivisionen zu 33 % mit Kanonen des Kalibers 85 mm aufgefüllt.
Ab 1965 wurde diese Geschütze in ihrer Rolle als Panzerabwehrwaffe durch die 100-mm-Panzerabwehrkanone T-12 abgelöst und bis 1970 auch die Geschütze in den Artillerieregimentern durch Haubitzen des Kalibers 122 mm verdrängt. Die freiwerdenden Waffen wurden bis zur Auflösung der NVA als Salutgeschütze und für Ausbildungszwecke genutzt. Von der Bundeswehr wurden die Geschütze 1990 nicht übernommen.
Als Zugmittel wurde in der NVA zunächst der Lkw G-5 genutzt, später der W-50 und der Ural-375D.

### Einsatz beim Bundesheer
Österreich beschaffte für das Bundesheer insgesamt 250 Kanonen dieses Typs, die sich 1986 noch im Dienst befanden. Für die Waffe wurde in Belgien eine Hohlladungsgranate beschafft, die als Leuchtspur-Hohlladungsgranate bezeichnet wurde. Bei einer Mündungsgeschwindigkeit von 820 m/s konnten 350 mm Panzerstahl durchschlagen werden.